# Nechyba (Úžice)
Vesnice Nechyba (německy Nechyba) je částí obce Úžice v okrese Kutná Hora ve Středočeském kraji. Leží v katastrálním území Radvanice nad Sázavou o výměře 4,63 km². Nechyba se rozkládá po obou stranách okresní silnice vedoucí do Sázavy, ve výšce 400 m n. m. Od řeky Sázavy je vzdálena 1 km a leží na jejím pravém břehu. Říkávalo se jí také Nechyba Sázavská, aby se odlišila od osady téhož jména (dřívější Nechyba Kácovská), taktéž v okrese Kutná Hora, která je však součástí obce Zbizuby. Nechyba se nachází asi 4,5 km na severozápad od centra obce Úžice. Kromě ní jsou součástí obce Úžice i vesnice Radvanice, Benátky, Čekanov, Františkov, Chrastná, Karlovice, Mělník a Smrk. 

## Historie

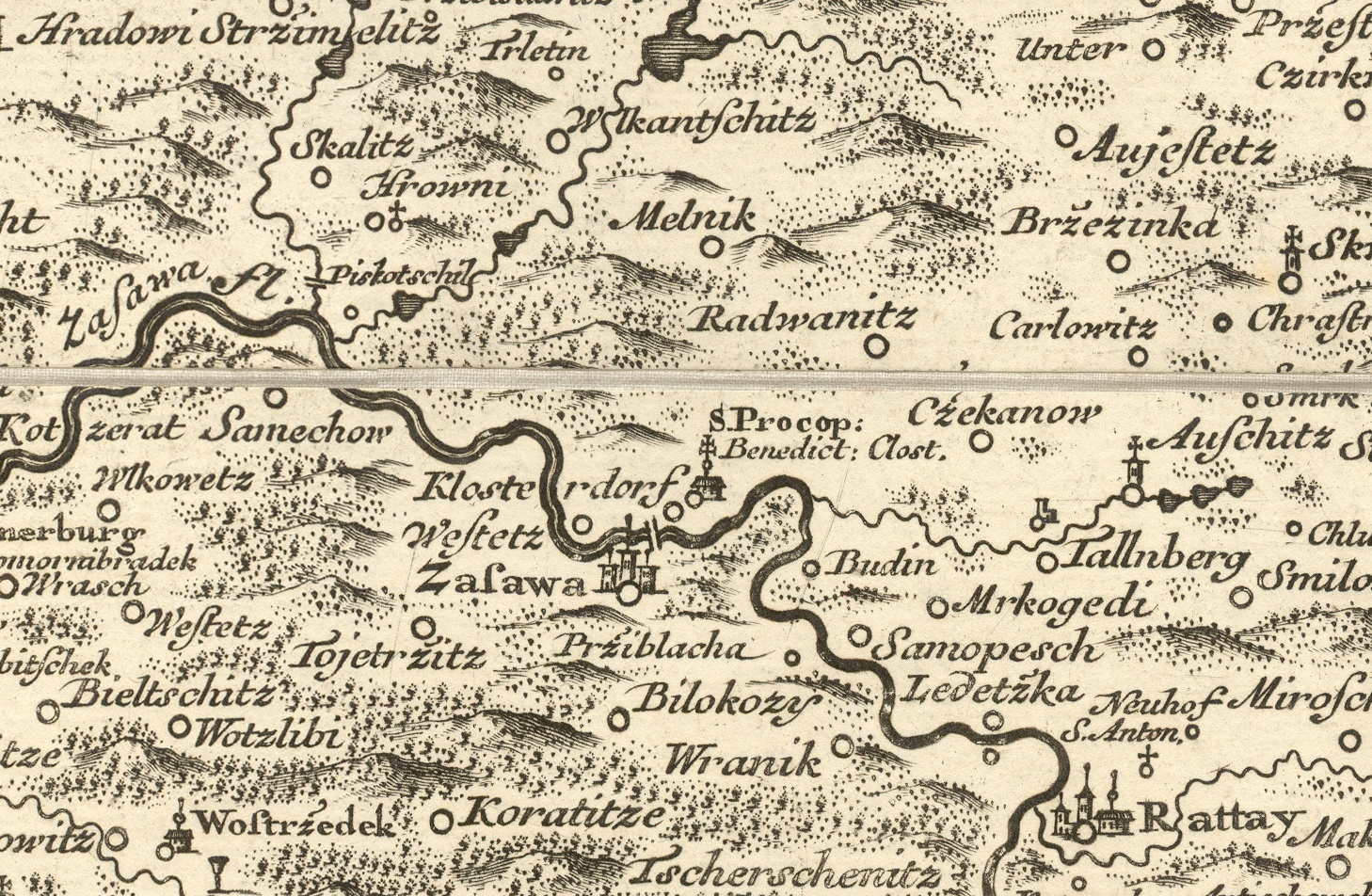
Sázava a Radvanice na Müllerově mapě Čech z roku 1720

### Středověk a novověk
Nechyba patřila již v 15. století ke statkům Sázavského kláštera. Počátkem 15. století daroval král Zikmund klášterní zboží, mezi kterým byla i Nechyba, jako zástavu Vilému Kostkovi z Postupic. Během první poloviny 16. století měl statky Sázavského kláštera včetně Nechyby ve vlastnictví Ludvík Zajímač z Kunštátu, roku 1525 však Mikuláš Bryknar z Brukštejna a na Libni, místokomorník Království českého, přidělil Zajímačovy statky i s Nechybou Jaroslavovi ze Šelenberka. Císař a král Ferdinand I. mu k tomu na těchto statcích připsal 2000 kop českých grošů za jeho věrné služby. Šelenberk ustanovil za dědice své syny, kteří prodali všechny statky roku 1554 Janovi mladšímu z Valdštejna. V roce 1664 byl za sázavského opata zvolen kněz Daniel I. Nigrin, který začal za podpory císaře Leopolda vyjednávat o vrácení statků Sázavskému klášteru. Nakonec Valdštejnovi dědicové odstoupili opatu Danielovi několik vesnic. Po roce 1667 se panství kláštera skládalo z městečka Sázavy a devíti okolních vsí. Po levém břehu řeky to byly Přívlaky, Bělokozy a Dojetřice, na pravém břehu pak Samopše, Mrchojedy, Radvanice, Nechyba, Benátky a Černé Budy. Tyto vesnice měl klášter v držení až do roku 1785, kdy ho císař Josef II. zrušil. Tehdy připadly sázavské statky Náboženskému fondu. Ten je v roce 1809 ve veřejné dražbě prodal prvnímu světskému majiteli, důstojníkovi rakouské armády, Vilému Tiegelovi z Lindenkronu.

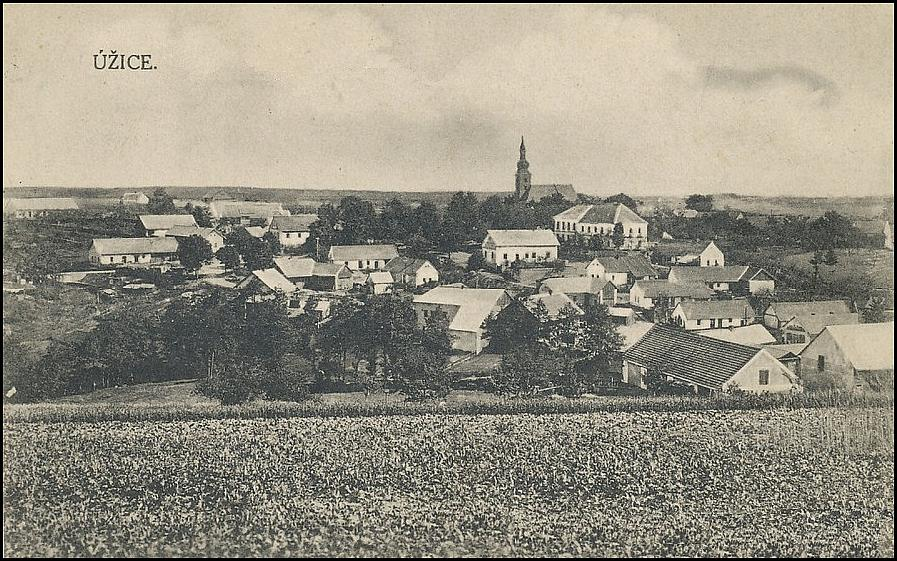
Úžice roku 1930

### 20. století
V roce 1904 se bývalá obec Sázava rozdělila na obec Radvanice, pod kterou spolu s osadami Benátky a Radvanice patřila také Nechyba, a obec Sázava, sestávající z osad Sázava a Černé Budy. Školou, farou, poštou, telegrafem, četnickou stanicí i zdravotním obvodem náležela Nechyba ale pořád do Sázavy. Nechyba jako osada neměla žádný obecní majetek. Roku 1932 je okresní úřad obce Radvanice v Kutné Hoře, okresní soud v Uhlířských Janovicích, krajský soud pak opět v Kutné Hoře. Částí obce Úžice se Nechyba stala roku 1961.

## Geografie

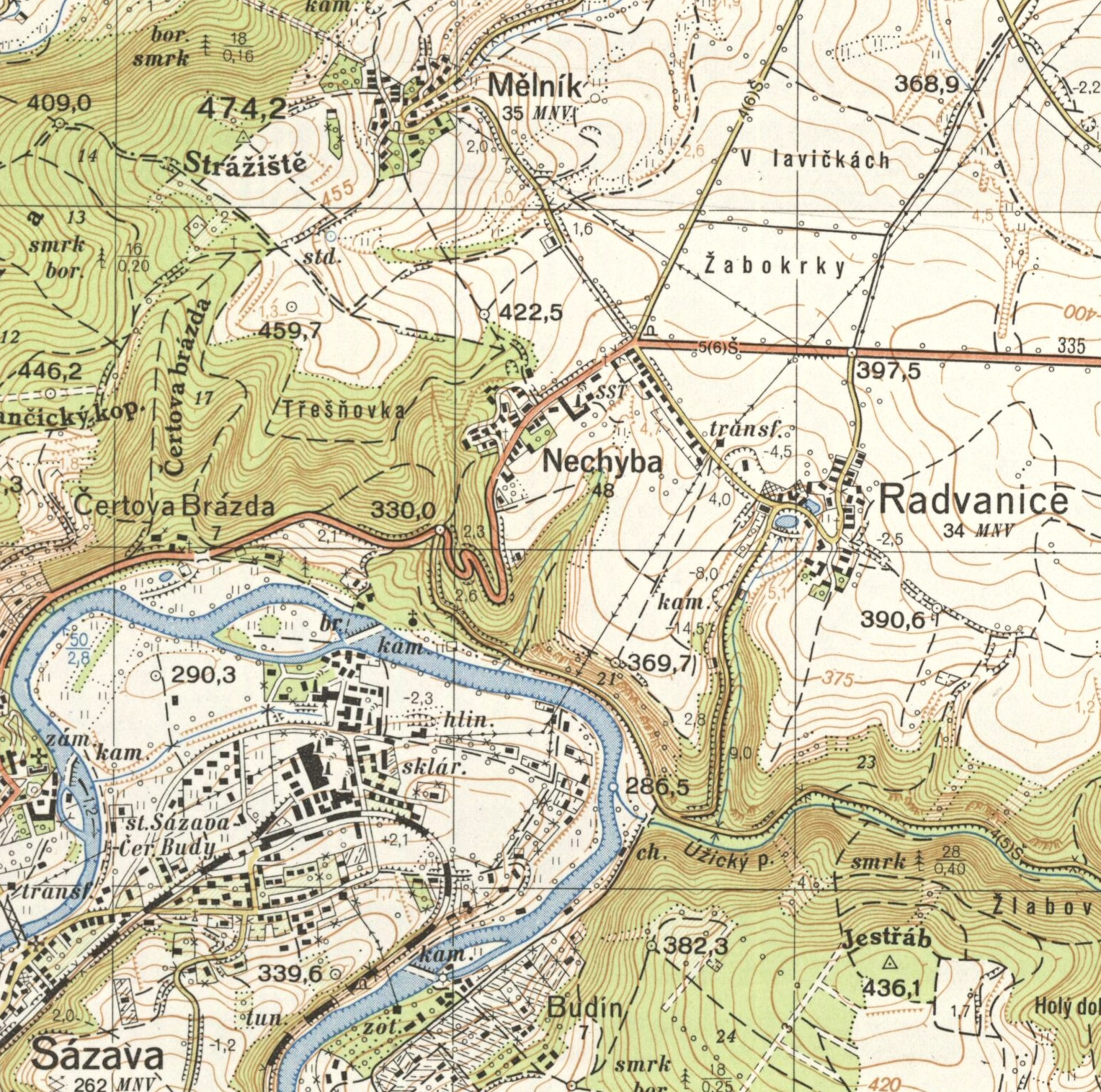
Nechyba na topografické mapě 1:25 000 z roku 1956

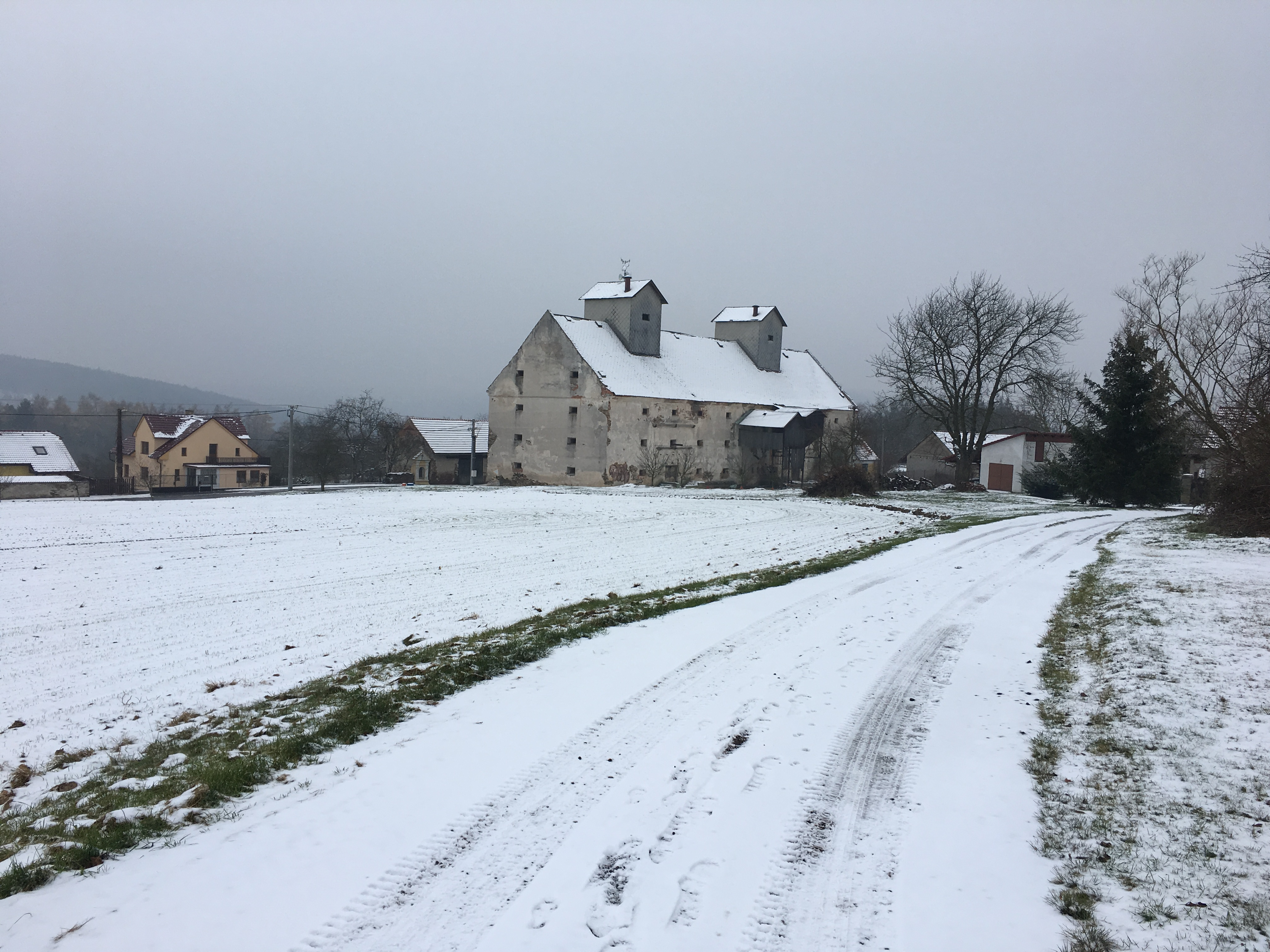
Nechybský špýchar, cesta vedoucí k lesu Na Davídkách

Nechyba leží v zalesněné hornaté krajině. Na sever od obce je Mělnický vrch (472 m n. m.), na západ je les Davídka a v něm na hranicích okresu vrch stejného jména (450 m n. m.). Krajinu okolo Nechyby popsal na konci 19. století František Krásl takto:
„Kdo by žádostiv byl shlédnouti velmi památné místo země české, kterého vždycky s pochvalou a úctou vzpomínati budou vlastenecké dějiny naše, nech ať váží cestu na břehy středního toku řeky Sázavy a postojí na vysokém vrchu, kdež rozkládá se ves Nechyba. Maličko jen po nové silnici k jihu vykroče, spatří před sebou hluboké údolí asi hodinu cesty zdélí a čtvrt hodiny zšíří, horami lesem porostlými obklíčené, jímž řeka Sázava klikatě se proudí. Zraky pozorovatele upoutá především střed údolí, kdež na skalnatém pahorku velebně k nebesům zdvihá se chrám Páně, podle něho pak budovy bývalého kláštera sázavského, k nimž tulí se příbytky venkovské dědiny, tak zvané Černé Budy. V pozadí za řekou spatřuje oko tiché městečko Sázavu s novým kostelem svatého Martina. V předu údolí, téměř pod nohama tvýma hrčí vesele na pokraji úrodných polí mlýn, za nímž skelné hutě se spatřují. Sejdeš-li s nechybského vrchu, dorazíš po čtvrthodinné cestě k pověstné Čertově brázdě a odtud dále se bera k západu, vkročíš do Černých Bud na staré klášteřiště.“

### Čertova brázda
Na Davídkách, přímo nad vesnicí Nechyba, ústí první úsek takzvané Čertovy brázdy. Tu podle legendy vyoral sv. Prokop s pekelníkem zapřaženým do pluhu. Legendární Čertova brázda už dnes téměř neexistuje. Příkop o průměrné šířce kolem 14 metrů, s rovným dnem a šikmo se svažujícími stěnami, zahloubený 2 až 6 metrů pod úroveň terénu, se táhl v délce 21 kilometrů přes kopce a údolí, jen s mírnými zatáčkami, ale v podstatě téměř po přímce. Po dlouhá desetiletí byla brázda zavážena, zaorávána, v některých úsecích na její trase vznikly dodnes užívané okresní silnice. Už roku 1903 se ji pokusil systematicky prozkoumat jeden ze zakladatelů Podlipanského muzea v Českém Brodě Jozef Miškovský. Vstup do Čertovy brázdy je u silnice nad Sázavským klášterem.

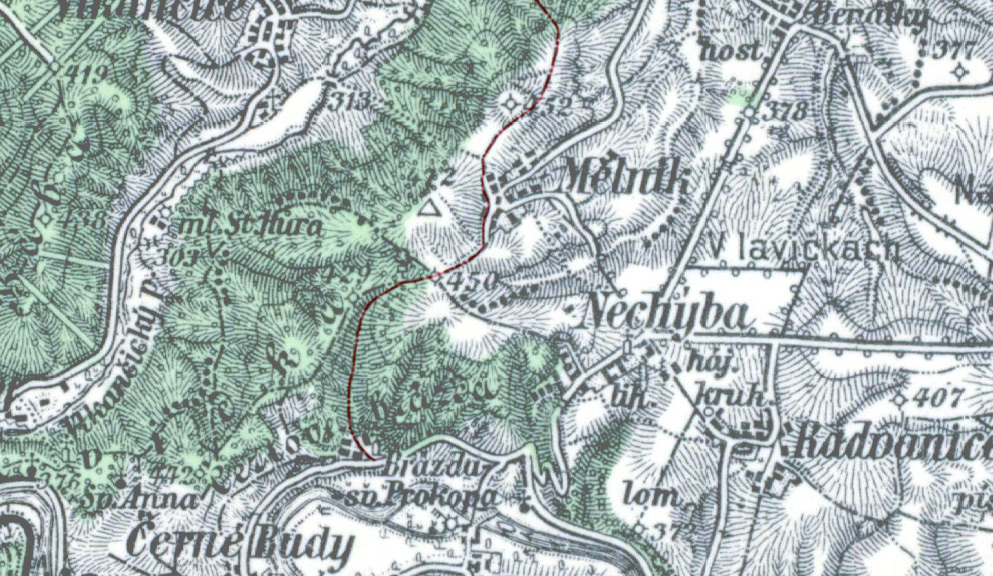
Mapa vyznačující první úsek Čertovy brázdy od Sázavy přes Nechybu a Mělník
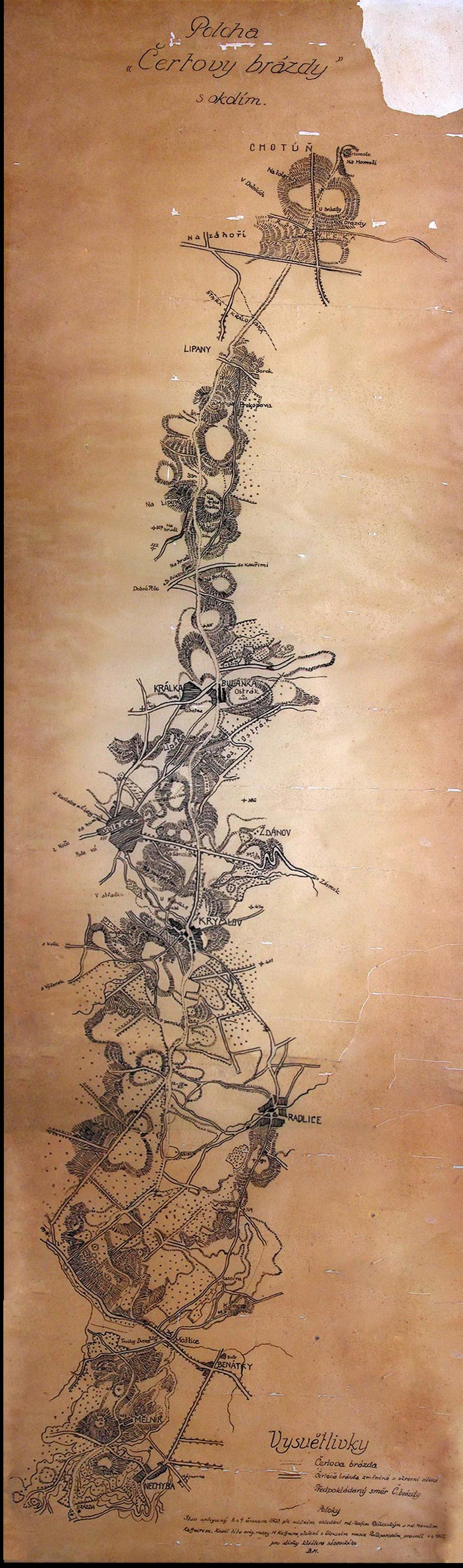
Mapa Čertovy brázdy
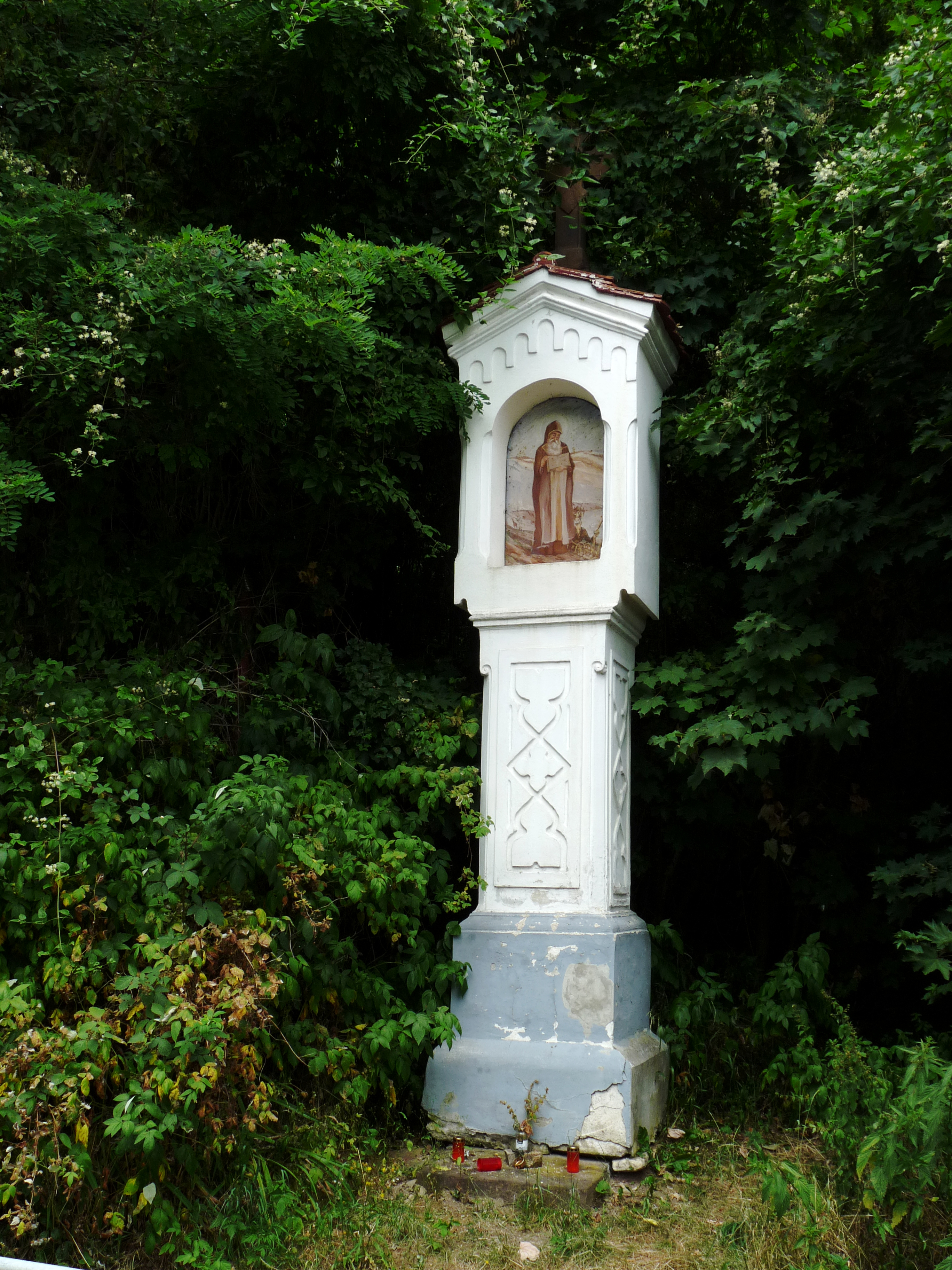
Kaplička s obrazem sv. Prokopa označuje vyústění Čertovy brázdy nad řekou Sázavou, s křížovou cestou, lemovanou dřevěnými kříži a modlitebními zastávkami
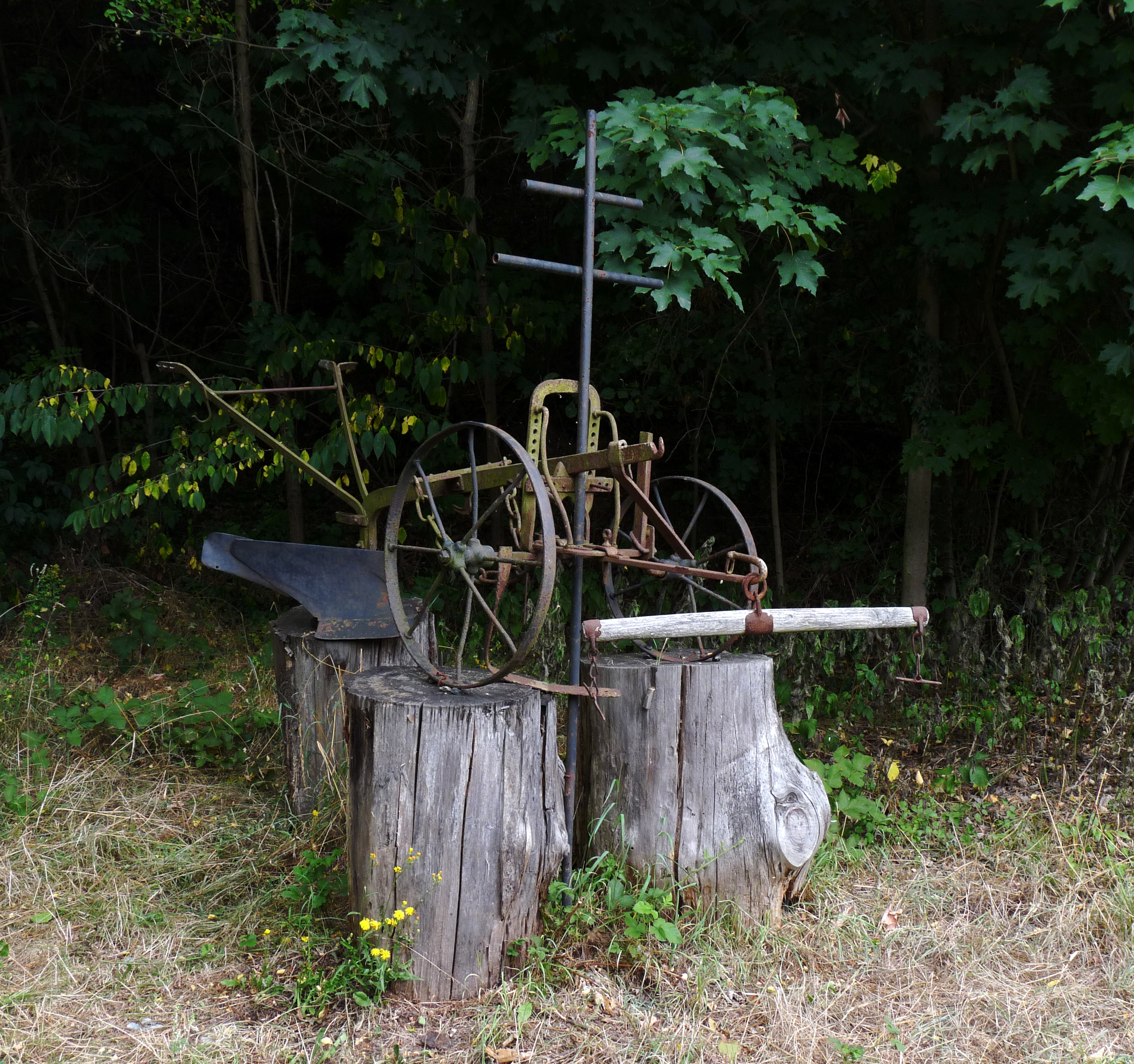
Vstup do Čertovy brázdy u silnice nad Sázavským klášterem
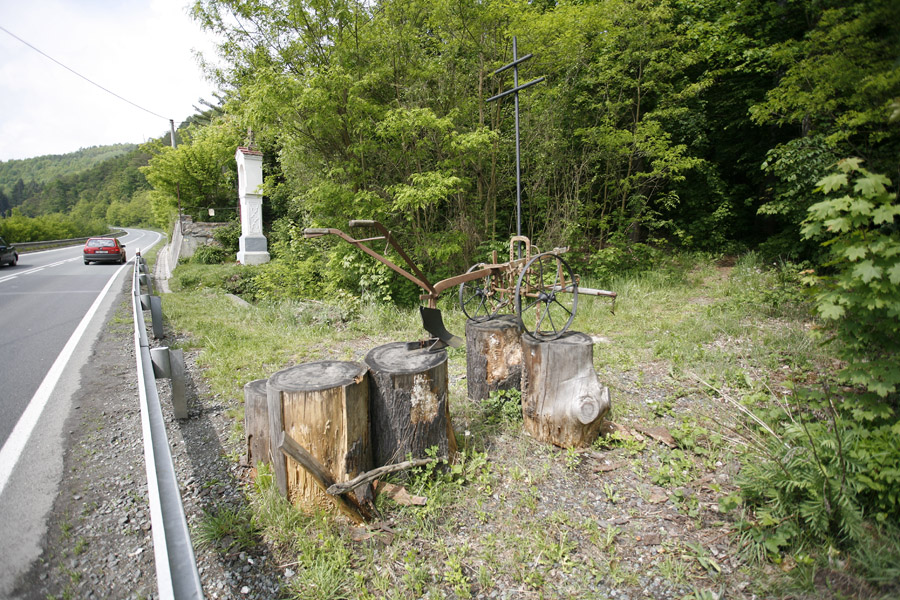
Vstup do Čertovy brázdy u silnice nad Sázavským klášterem
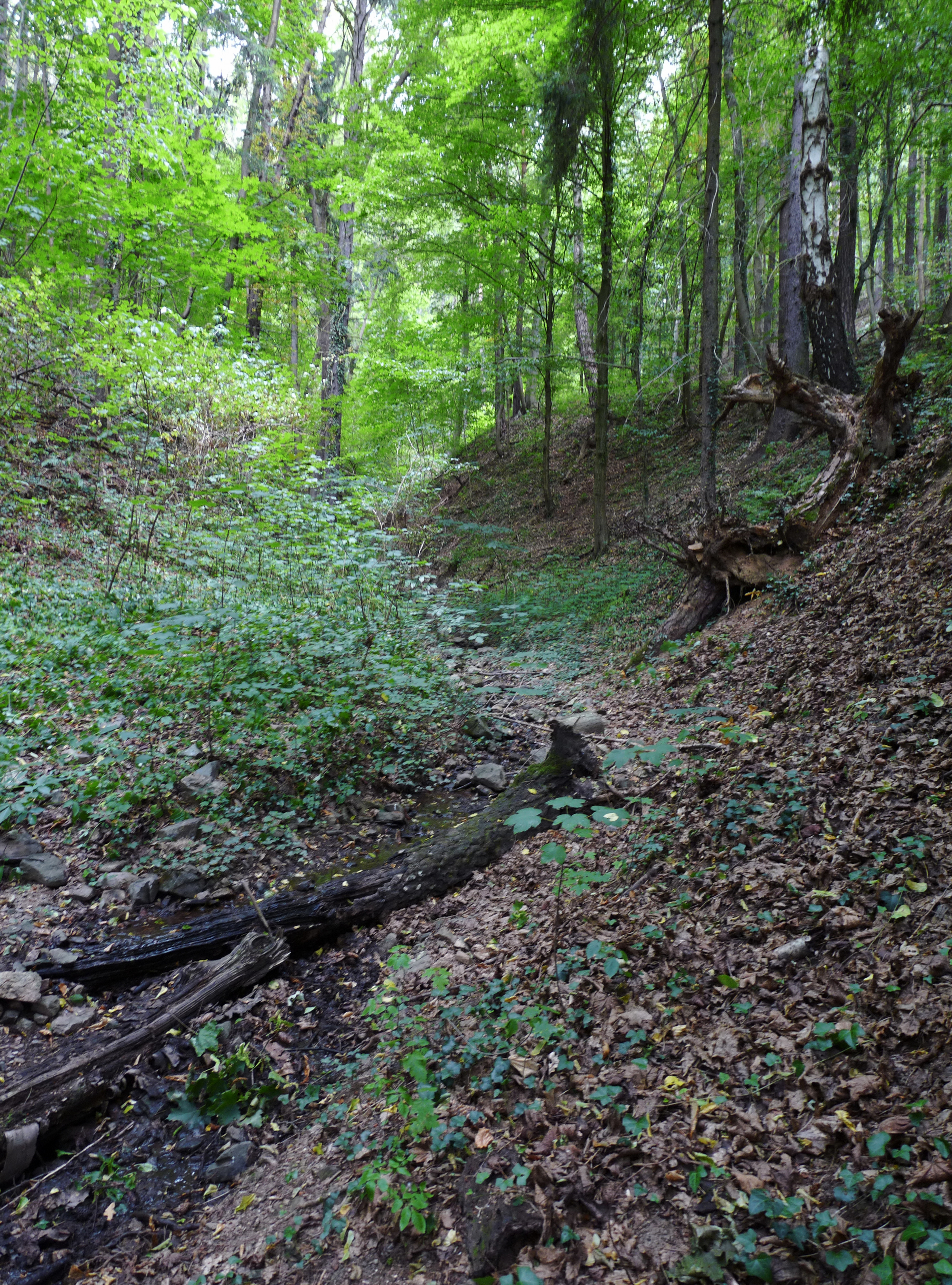
Čertova brázda vedoucí od Sázavského kláštera k lesu Na Davídkách

### Nechybský vodopád
Nechybský vodopád se nachází jižně pod vesnicí Nechyba. Je vidět z mostku silnice, která vede podél západního břehu Sázavy. Přístup k němu od silnice je celkem bezproblémový. Vodopád nemívá příliš vody a vynikne pouze po silných deštích. Menší vodopády, vysoké přibližně 2 metry, jsou ještě o 200 metrů dále směrem proti proudu potoka, přístup k nim je už náročnější kvůli popadaným stromům v korytě.
- výška: 3 metry
- průtok: 5 l/s
- mohutnost: 15 m*l/s
- geologický podklad: amfibolit
- genetický typ: strukturní
- přesná poloha: GPS: 49°52'53.159"N, 14°55'4.333"E[12]

### Geologie
Nechyba spadá do území podoblasti 10a – Středočeský pluton. Středočeský plutonický komplex na povrchu zaujímá plochu přes 3 000 km² mezi Říčany u Prahy, Příbramí, Klatovy, Pískem a Táborem. Křídové sedimenty se vyskytují pouze v severovýchodní části této území podoblasti. Cenomanské pískovce až jílovce zaujímají oblast zhruba mezi Kostelcem nad Černými lesy, Dobrým Polem a Krupou na permské kře. V oblasti ortorul je zachován sladkovodní cenoman v úseku Radlice–Nechyba a izolované výskyty jsou v okolí Smrku.
Z hlediska stratigrafického zařazení je lokalita mezi Radvanicemi a Nechybou problematická, mírně ukloněná směrem k jihu, tedy k hraně příkrého nárazového svahu meandru Sázavy. Povrch této plošiny kryjí nevelké mocnosti četné subangulární valouny a úlomky křemene a vzácně ruly. V severní části plošiny místy vycházejí žlutavě šedé až rezavé jíly s úlomky křemene. Jde zřejmě o fosilně zvětralé amfibolitové podloží. Směrem k severu jsou zakryty sprašovými hlínami, které jsou u bývalého radvanického hliniště mocné 5–6 m. Popsaná lokalita je řazena k nejstarším terasám Sázavy. Na geologické mapě ČR v měřítku 1 : 50 000 je radvanická lokalita řazena mezi „rezidua fluviálních štěrků starších akumulací“ spodnopleistocenního stáří. Podle značné relativní výšky, rázu sedimentů a polohy v podélném profilu je uvedený výskyt klasifikován jako neogenní úroveň B, polohou odpovídající pravděpodobně sloupským uloženinám, popř. nižší úrovni zdibského stadia na Vltavě.

### Klimatologie
Roku 1912 Antonín Zavadil píše, že na tomto území bývá hojně dešťů, bouřek a krupobití, které ale nepůsobí větší škody.

## Obyvatelstvo
Před první světovou válkou obyvatelé Nechyby pracovali převážně u dvora jako nádeníci, z malé části se živili jako rolníci. Mnoho z nich bylo také zaměstnáno ve vápence zvané „Kruhovka“, která byla blízko samoty Sedliště. V zimě nechybští obyvatelé většinou pracovali v lese se dřevem, pletli ošatky nebo vyráběli košťata. Nejstaršími rodinami ve vsi byli Krejcárkovi a Neprašovi. Mladí často odcházeli do Prahy nebo do Vídně za řemeslem. Podle dobových pozorovatelů bylo vybavení domácností i oděv obyvatelstva obyčejný a nemoderní. V Nechybě pracovali také obyvatelé vedlejší vesnice Radvanice. Před první světovou válkou se v Nechybě nacházelo 27 popisných čísel a žilo zde 199 obyvatel, dnes je zde evidováno 60 adres. Trvale zde žije 112 obyvatel.
| rok        | 1869 | 1880 | 1890 | 1900 | 1910 | 1921 | 1930 | 1950 | 1970 | 1980 | 1991 | 2001 |
| počet domů | 26   | 27   | 27   | 27   | 27   | 27   | 40   | 48   | 37   | 32   | 31   | 32   |
| ---------- | ---- | ---- | ---- | ---- | ---- | ---- | ---- | ---- | ---- | ---- | ---- | ---- |

Roku 1932 se uvádí v celé obci Radvanice, tedy v Radvanicích, Nechybě a Benátkách, 408 obyvatel.

| vesnice   | domků                                | domků | obyvatel                             | obyvatel |
| --------- | ------------------------------------ | ----- | ------------------------------------ | -------- |
|           | 1914                                 | 1974  | 1914                                 | 1974     |
| Nechyba   | 27                                   | 41    | 199                                  | 113      |
| Mělník    | Mělník byl dříve v okrese Český Brod | 31    | Mělník byl dříve v okrese Český Brod | 67       |
| Benátky   | 15                                   | 23    | 108                                  | 55       |
| Radvanice | 28                                   | 32    | 172                                  | 87       |
| celkem    |                                      | 127   |                                      | 322      |

| vesnice v obvodu národní školy Radvanice | v obci | dětí | důchodců | zaměstnaných v JZD | zaměstnaných ve sklárnách | zaměstnaných jinde |
| ---------------------------------------- | ------ | ---- | -------- | ------------------ | ------------------------- | ------------------ |
| Nechyba                                  | 113    | 19   | 37       | 14                 | 26                        | 17                 |
| Mělník                                   | 67     | 19   | 15       | 10                 | 13                        | 10                 |
| Benátky                                  | 55     | 18   | 14       | 10                 | 6                         | 7                  |
| Radvanice                                | 87     | 21   | 28       | 11                 | 23                        | 4                  |
| celkem                                   | 322    | 77   | 94       | 45                 | 68                        | 38                 |

### Náboženství
Na počátku 20. století spadala Nechyba duchovní správou stále pod Sázavu, která byla jednou ze 14 far Černokosteleckého vikariátu. Náboženství bylo vesměs katolické, na osadě žilo celkem 3 959 katolíků, 8 evangelíků a 63 židé. Na později založené škole v Radvanicích se vyučovalo náboženství katolické a československé. Ve školní kronice se dochovaly údaje z roku 1948, kdy z celkem 15 dětí jich bylo 8 vyznání katolického, sedm československého.

#### Odebíraní zvonů za 1. světové války
Během první i druhé světové války byly Sázava a okolní vesnice spolu s Nechybou poznamenány odebíráním zvonů pro válečné účely. Sázavská kronika popisuje rekvizici zvonů z roku 1916 takto:
„Dále trvající válečná litice a stálé soupisy zvonů, jakož vybízení k dobrovolnému odevzdání kostelních zvonů, které bylo bezvýsledné – mělo za následek rekvizici zvonů kostelních a to bezohlednou. Byly to roztodivné výjevy, jež s sebou přinesla válka. Mnohé, byť nekrvavé, působily na lidské city daleko ostřeji než vichřice bojů samých na bojišti. Snímání zvonů dojalo mocně každého, i takového, kdo dříve posvátné hudby zvonu nerad slyšel, když jej zvaly k návštěvě chrámu… Naše farní osada nebyla ušetřena této pohromy. (…) Ani zvonky vesnických zvoniček nebyly ušetřeny. Padly také za oběť litici války. Odebírání zvonů nedělo se lehce. Někde Němci museli vyslechnout mnohá slova, která mohla přinésti oplétání s úřady. Naštěstí Němci málo rozuměli. (…) V neděli odpoledne všechny zvony byly naloženy na vůz a odvezeny na nádraží. Jeden z účastníků poznamenal: Důstojný pane, vítězství naše se budou nyní oslavovat umíráčkem?“
Celkem bylo odebráno 756 kg čisté zvonoviny. V kronice se zachoval také soupis odebrané zvonoviny z jednotlivých vesnic: Bělokozy 20 kg, Dojetřice 19 kg, Nechyba 12 kg, Radvanice 12 kg, Čeřenice 18 kg, Samechov 27 kg, Mělník 13 kg, Benátky 15 kg, Mrchojedy 7 kg, Přívlaky 9 kg, Vraník 11 kg, Choratice 28 kg, Xaverov 11 kg a Vlkančice 19 kg.

## Školství a kultura
V Sázavě a Černých Budech bývala farní škola. Když Marie Terezie zavedla roku 1774 povinnou docházku pro děti od 6 do 12 let, byla tato škola malá a nevyhovující. Proto se škola v roce 1795, po zrušení kláštera, přestěhovala do konventní budovy. Na její úpravu poskytla zemská vláda 150 zlatých. Později nechal nový majitel panství Vilém Tiegel z Lindenkronu v městečku postavit novou školu blízko kostela sv. Martina, ve které bylo vyučování zahájeno v listopadu 1805. Školní obec tvořily mimo Sázavu obce Černé Budy, Radvanice, Nechyba, Bělokozly, Dojetřice, Xaverov a samoty Sedliště a Blatce. Pro takové množství dětí byla i tato škola malá a nevyhovující. V roce 1848 Sázava až na několik domků vyhořela včetně školní budovy. Od té doby se učilo opět v klášteře, tentokrát v jídelně konventu, a to až do roku 1858, kdy byl hostinec pana Vokouna přičiněním faráře P. Kočího upraven na školu a byt pro řídícího učitele. Až do roku 1821 byla sázavská škola jednotřídní, v roce 1825 byla rozšířena na dvoutřídní, v roce 1876 zřídili Sázavští třídu třetí. Ve všech třech třídách se začalo vyučovat od ledna 1877. Na konci roku 1889 byla škola rozšířena o čtvrtou a pátou třídu.

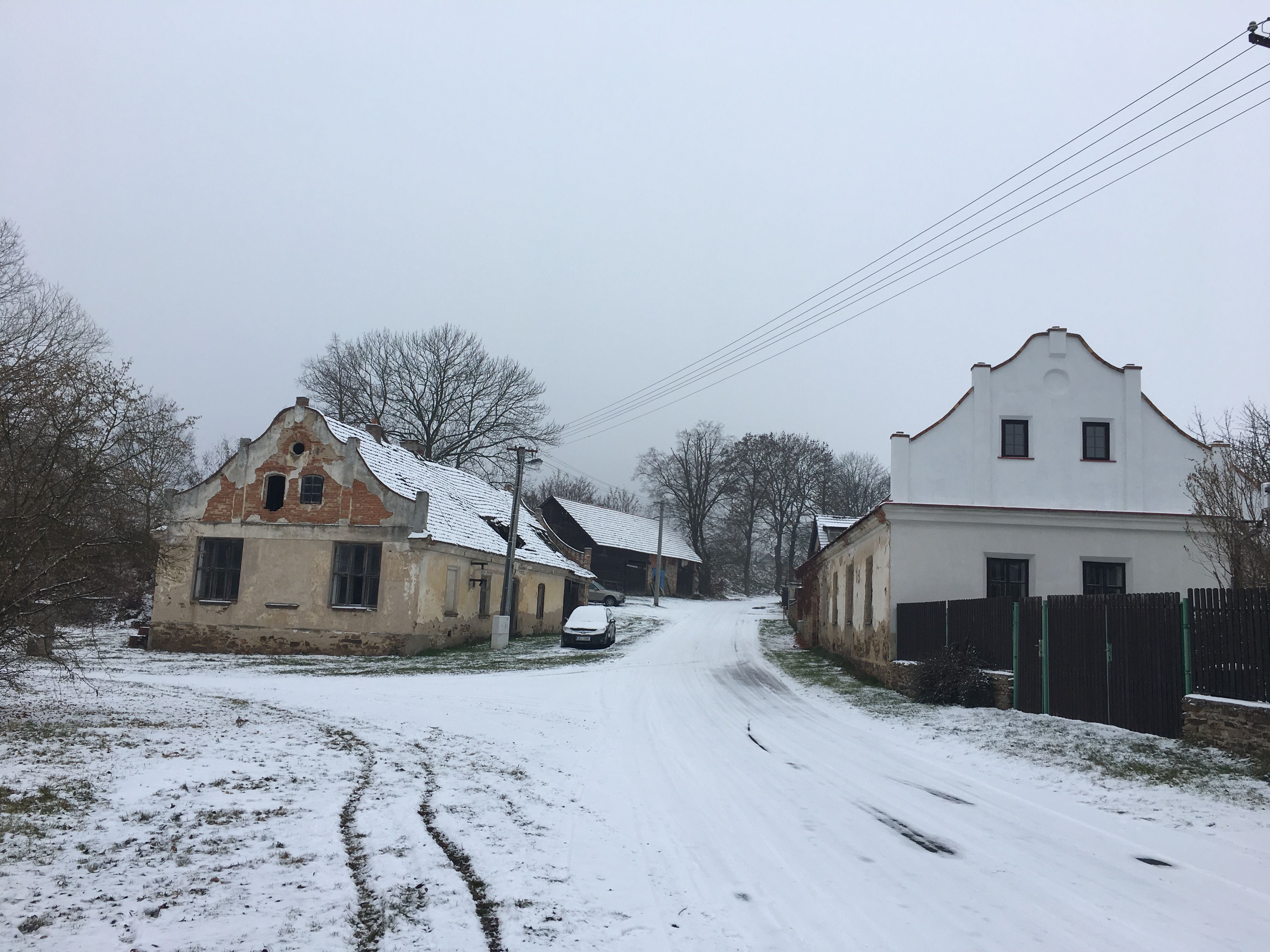
Radvanice

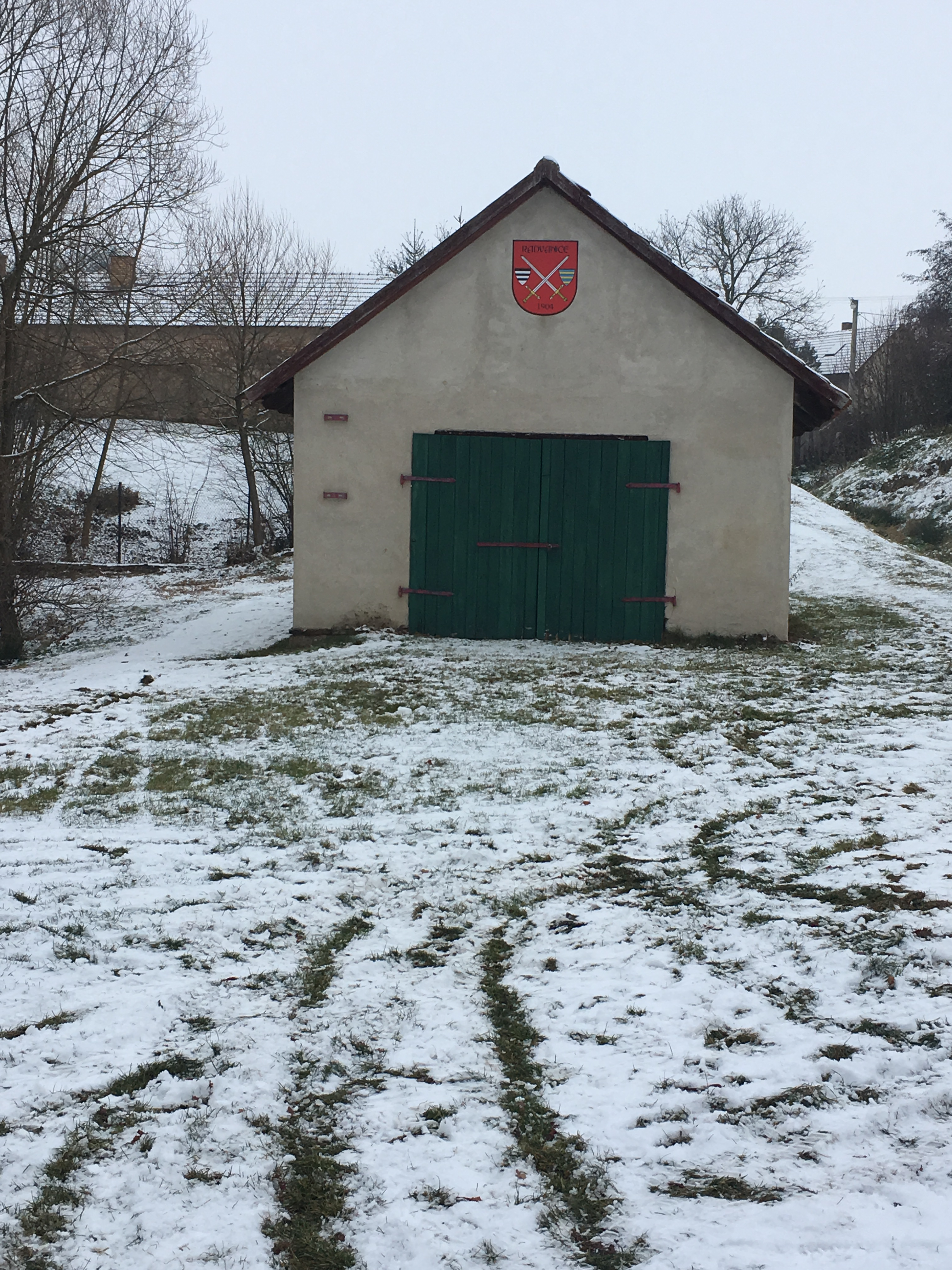
Hasičská stanice v Radvanicích

Z Nechyby a vedlejších Radvanic to měly děti do sázavské školy poměrně daleko. Poněvadž zvlášť v zimě byla cesta neschůdná, děti často do školy ani chodit nemohly. Obecní zastupitelstvo proto usilovalo o školu vlastní. Roku 1905 se v Radvanicích zřídila celoroční expozitura pod správou místní školské rady a obecní školy v Sázavě. V letech 1906–7 zde vyučoval sázavský učitel František Hýbl, po něm v období 1907–1909 Boh. Myslivec, dále Jan Procházka, který zde vyučoval mezi roky 1909 až 1913 a následně Jindřich Snížek. Ten byl ale brzy mobilizován a za 1. světové války zde obden vyučovala výpomocná učitelka Marie Pospíšilová. Založením této provizorní školy zaznamenala obec velký pokrok. V té době zde byla založena také obecní knihovna, hasičský sbor nebo divadelní kroužek.
Radvanická expozitura patřila k sázavské škole od roku 1905 do roku 1948. Od 1. září 1948 do 31. ledna 1949 k ní patřila jako dislokovaná třída. Výnosem zemské školní rady v Praze ze dne 2. února 1949 byla část obce Radvanic, tedy osady Radvanice a Nechyba, vyškoleny z obvodu národní školy v Sázavě a byl z nich utvořen školní obvod nově zřízené národní školy v Radvanicích. Radvanická škola byla jednotřídní s pěti postupnými ročníky. První ředitelkou se stala Božena Čechová, která vyučovala na zdejší expozituře už od února 1934.
Dne 27. 5. 1949 byla ustanovena místní školní rada v Radvanicích. Předsedou byl zvolen Antonín Čihák, členy se stal Josef Gregor a ředitelka školy Božena Čechová. V září 1949 se novým ředitelem školy stal Karel Tuček. Škola byla umístěna v hospodářské budově, její stav ale nebyl vyhovující. Ještě roku 1949 zde nebylo elektrické osvětlení, chybělo školní hřiště, zahrada i kabinet. Architekt St. Svoboda, bývalý žák zdejší školy, proto vypracoval plán na adaptaci budovy. Přestavba školy byla dokončena na konci roku 1963, od února 1964 se v nové školní budově začalo vyučovat. Roku 1973 byl na škole ustanoven ředitel Ladislav Motl. V létě roku 1976 byla budova základní školy v Radvanicích adaptována na mateřskou školku. Do základní školy začaly děti dojíždět opět do Sázavy. Mateřská škola v Radvanicích funguje dodnes.
|         | září 1948 | červen 1949 | září 1958 | červen 1959 | září 1968 | červen 1969 |
| ------- | --------- | ----------- | --------- | ----------- | --------- | ----------- |
| dívek   | 10        | 7           | 11        | 11          | 11        | 10          |
| chlapců | 5         | 2           | 14        | 14          | 11        | 10          |
| celkem  | 15        | 9           | 25        | 25          | 22        | 20          |

## Osobnosti
Jindřich Snížek (10. 6. 1891 Poděbrady – 10. 6. 1963 Praha)
Jindřich Snížek byl novinář a spisovatel. Narodil se 10. 6 1891 v Poděbradech a po studiích na učitelském ústavu v Kutné Hoře se stal roku 1911 učitelem v Nových Dvorech u Kutné Hory. Později působil v kmenové škole v Sázavě a od roku 1913 vyučoval na její pobočce v Radvanicích, kde se výrazně zasloužil o založení obecní knihovny, hasičského sboru a ochotnického divadelního kroužku. Jindřich Snížek byl mimo jiné také vášnivým myslivcem a za údajný podíl na vraždě vlkančického hajného byl roku 1925 odsouzen a uvězněn. Zároveň byl zbaven učitelského stavu. Po návratu z vězení se živil jako novinář a redaktor a věnoval se literatuře. Napsal nepřebernou řadu naturalistických povídek a románů především z posázavské přírody, jeho dílem je také průvodce Posázavím. Některá jeho díla se stala předlohou i pro jiné umělce, např. knihu Tajemství májového jitra (1932) zdramatizoval spisovatel Jiří Balda, podle povídky Návrat vypracoval Jan Reiter scénář k filmu Řeka. Film natočil známý prvorepublikový režisér Josef Rovenský na řece Sázavě u vsi Poříčko nedaleko Českého Šternberka. Film doma propadl, ale roku 1934 byl v italských Benátkách na filmovém festivalu oceněn čestným uznáním a prodán do 30 zemí. Jindřich Snížek se přesto živil velmi těžce, výsledkem byla nadprodukce jeho knih a mnohdy i jejich nižší kvalita. Byl však svého času velmi čtený a oblíbený.

## Urbanismus a architektura

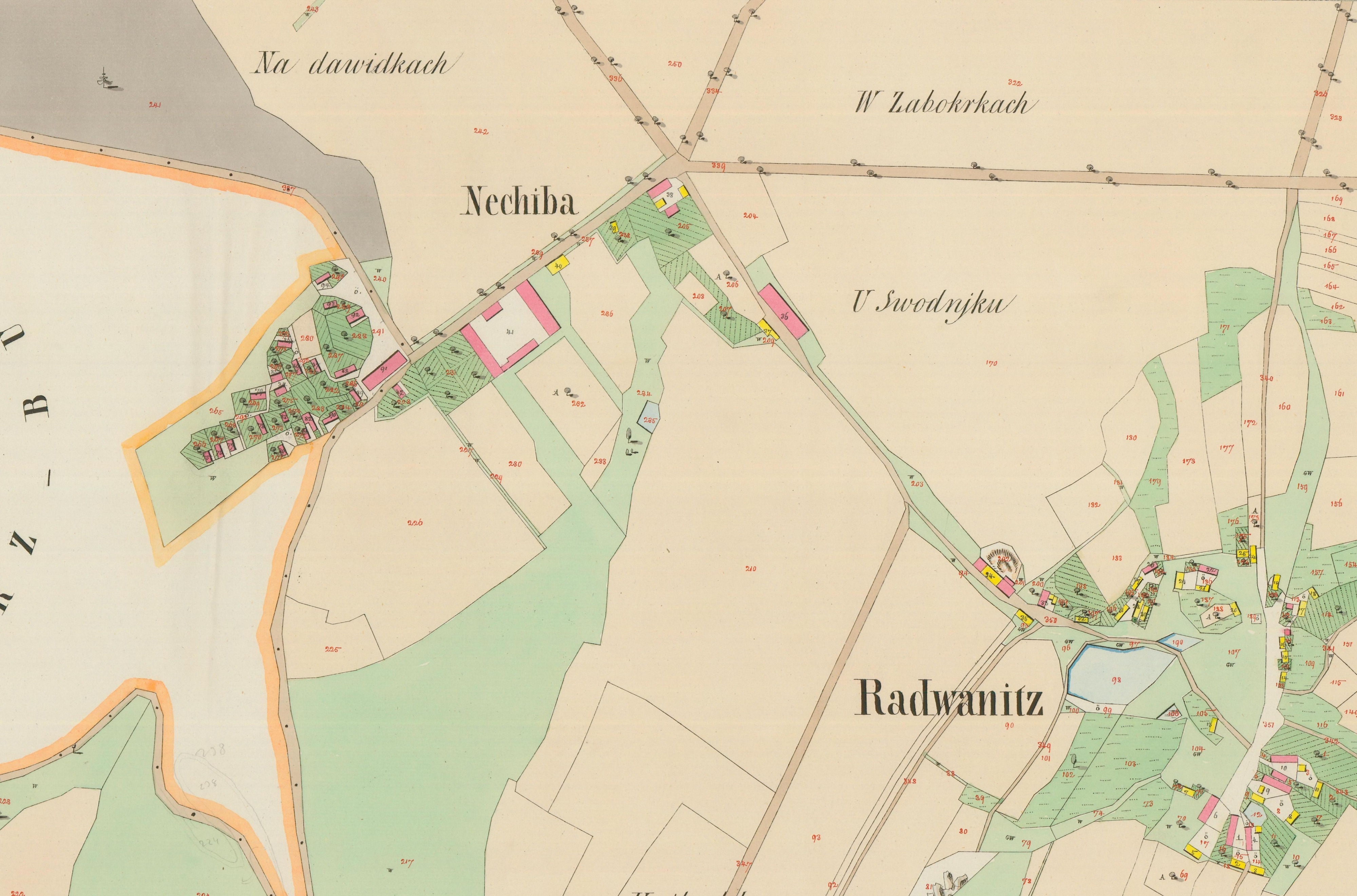
Nechyba a Radvanice na císařských otiscích mapy stabilního katastru z roku 1841

Nechybské domy stojí v řadě při okresní silnici, ostatní jsou roztroušeny po nechybském kopci. Před první světovou válkou patřily pozemky nechybských obyvatel většinou do katastru obce Radvanice. Zde bylo několik statků rozparcelováno a všechny pozemky si zakoupili obyvatelé Nechyby. Domy byly stavěny z kamene, mnohé ze dřeva. Kryty byly došky a měly lomenice s kabřinci bez nápisů. U domů byly sice zahrady, ale malé a ovocných stromů tu nebylo mnoho. Skupiny domů v Nechybě měly například tyto názvy: U Dvora, V Rokli, Za Špejcharem a V Borůvkách. 

Proměny domu čp. 20 v Nechybě v průběhu 20. století
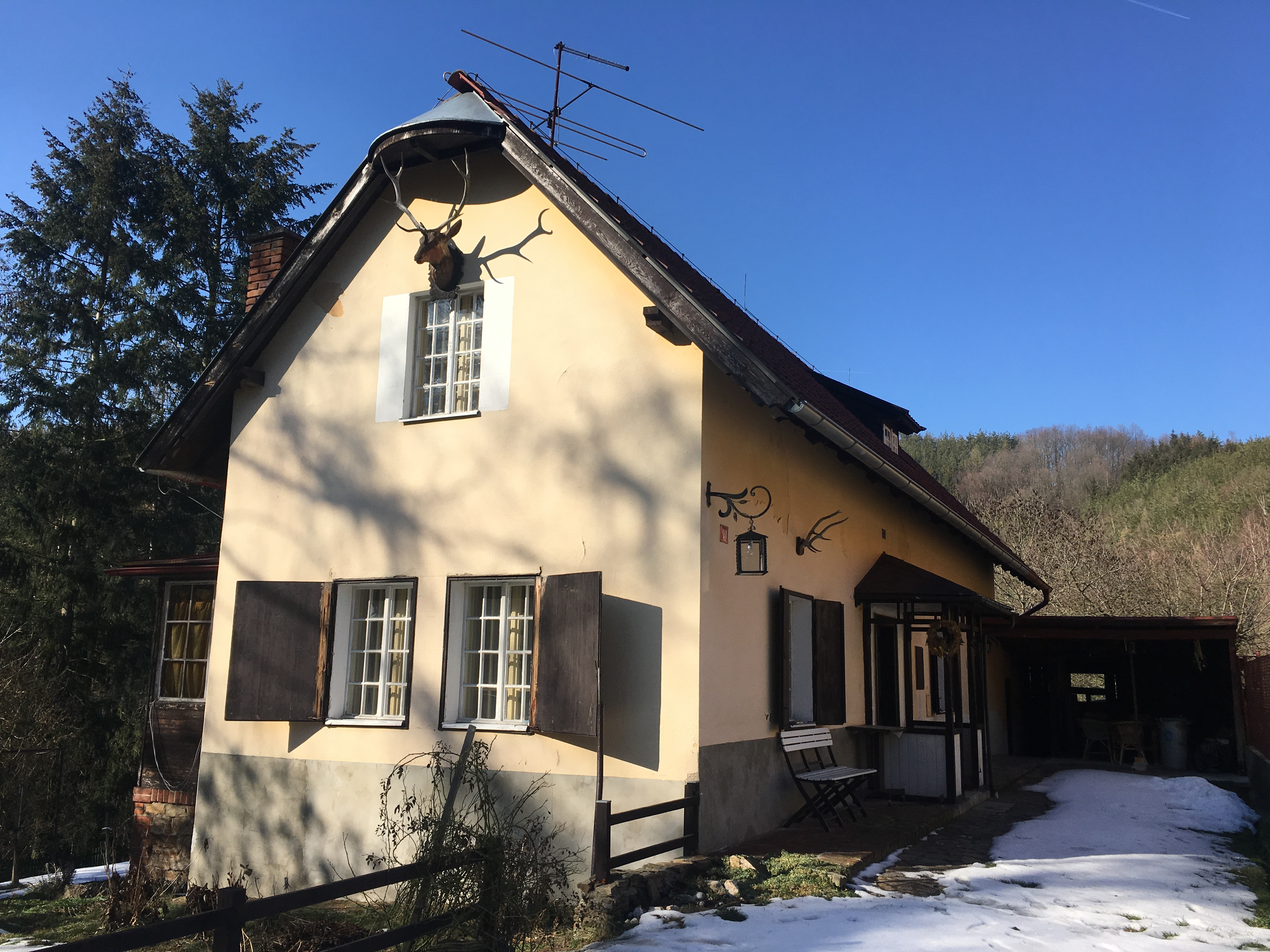
Dům čp. 20, současný stav

Luk u Nechyby bylo málo, a to jen U Dvora. Těm se věnovala zvláštní péče. Roku 1749 měla Nechyba 274 korců pozemků. V této době se v Nechybě nacházel také dvůr s lihovarem a „panská hospoda“, o které je zmínka již z 18. století, kdy sázavský opat Anastasius Slančovský a celý konvent prodal nechybskou hospodu s 18 korci polí roku 1759 o Všech svatých Janu Procházkovi za 200 zlatých rýnských a roku 1781 byla majetkem poddaného Jana Čiháka.  Roku 1932 vede hostinec Ferdinand Dolejší, lihovar pak Josef Brouma. Ve vesnici se nacházela v té době též trafika Aloise Nepraše. Dnes v Nechybě najdeme truhlářství (čp. 44) a obchod se smíšeným zbožím. Býval zde také hostinec U Veterána.

### Pamětihodnosti

#### Výklenková kaple svatého Prokopa

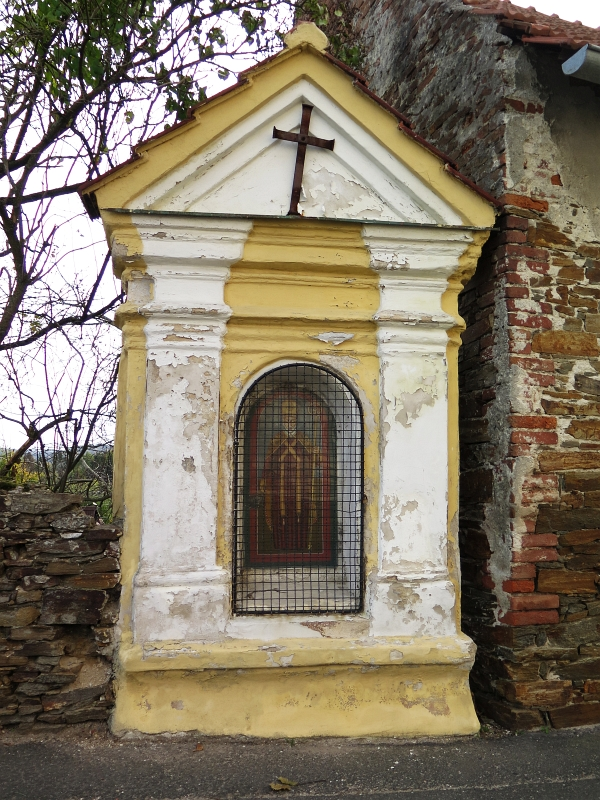
Výklenková kaple sv. Prokopa

Přímo u silnice procházející vesnicí se u stodoly usedlosti čp. 4. naproti nechybskému špýcharu nachází výklenková kaple sv. Prokopa. Kaple se váže ke stodole, zadem je orientována do zahrady a z druhé boční strany na ni navazuje kamenná zídka. Jde o zděnou omítanou stavbu s obdélným půdorysem, trojúhelníkovým profilovaným štítem a sedlovou střechou krytou taškami drážkovkami. Mělkou niku této drobné kultovní stavby rámují pilastry. Uvnitř niky je malba na plechu zobrazující sv. Prokopa s čertem, Prokop drží v ruce berlu, na hlavě má mitru, štolu má přehozenou přes ramena a přepásanou na prsou. Kaple s jasně barokním tvaroslovím byla postavena v druhé polovině 18. století, obraz je mladší. Datuje se až do druhé poloviny 19. století. Kaple svatého Prokopa je od 3. května 1958 památkově chráněna. 

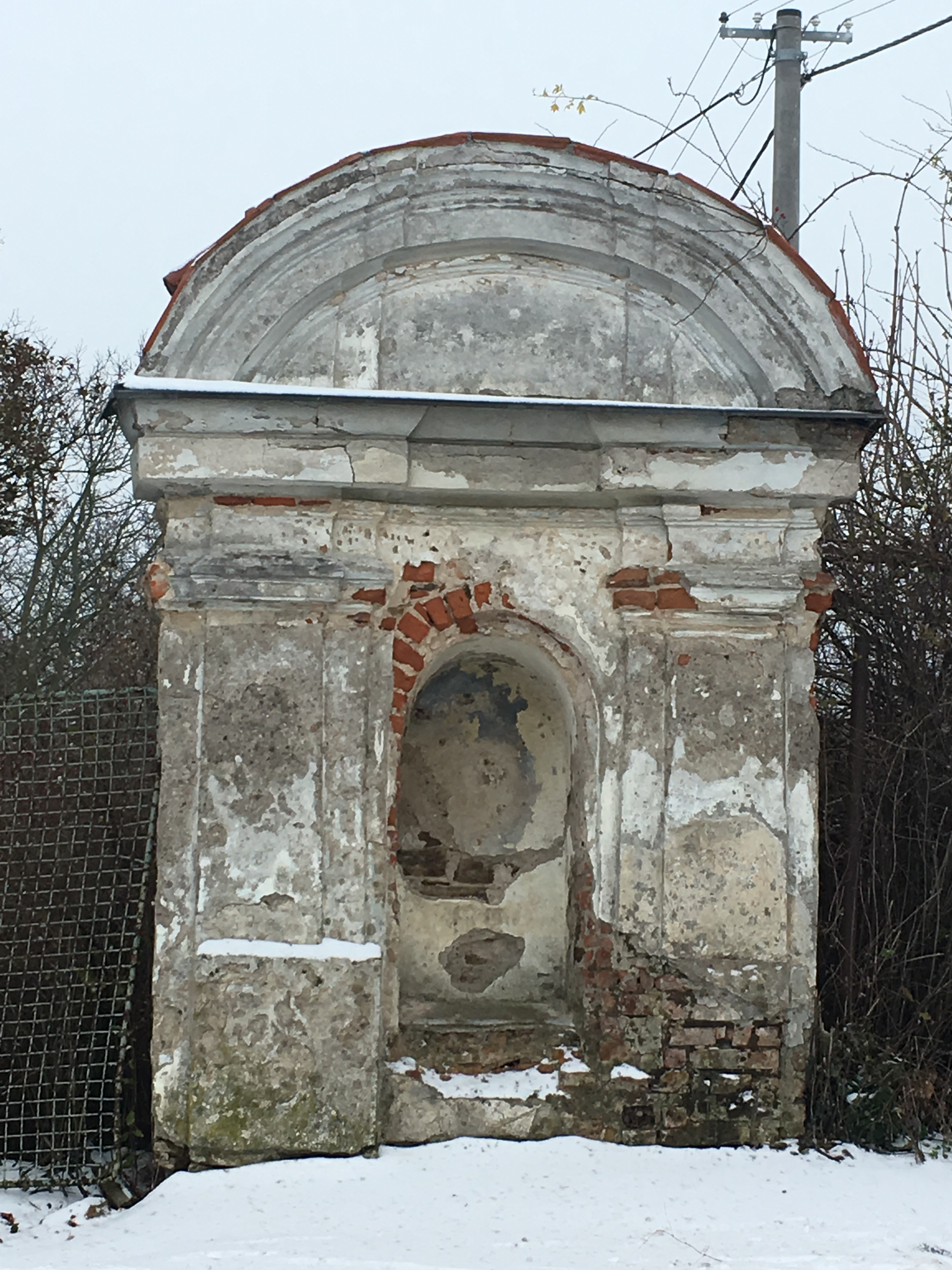
Výklenková kaple Panny Marie

#### Výklenková kaple Panny Marie
Druhá z nechybských barokních kapliček je zasvěcena Panně Marii a pochází z doby kolem roku 1800. Kaple se nachází při výjezdu z obce směrem na Uhlířské Janovice, v blízkosti bývalého JZD u čp. 6. Stavba má obdélný půdorys, kryje ji sedlová střecha tvořená prejzy, zdivo je cihlové a omítané. Uprostřed drobné kapličky se nachází hlubší nika vytvořená svazkovými pilastry. Dříve byla nika chráněna mříží a ve výklenku se nacházel obraz Panny Marie s Ježíškem. Mříž i obraz však dnes chybí a kaple je ve špatném stavu. Nad kladím a římsou pokračuje segmentový profilovaný štít. Kaple Panny Marie je památkově chráněna od 3. května 1958.

#### Pomník obětem první světové války

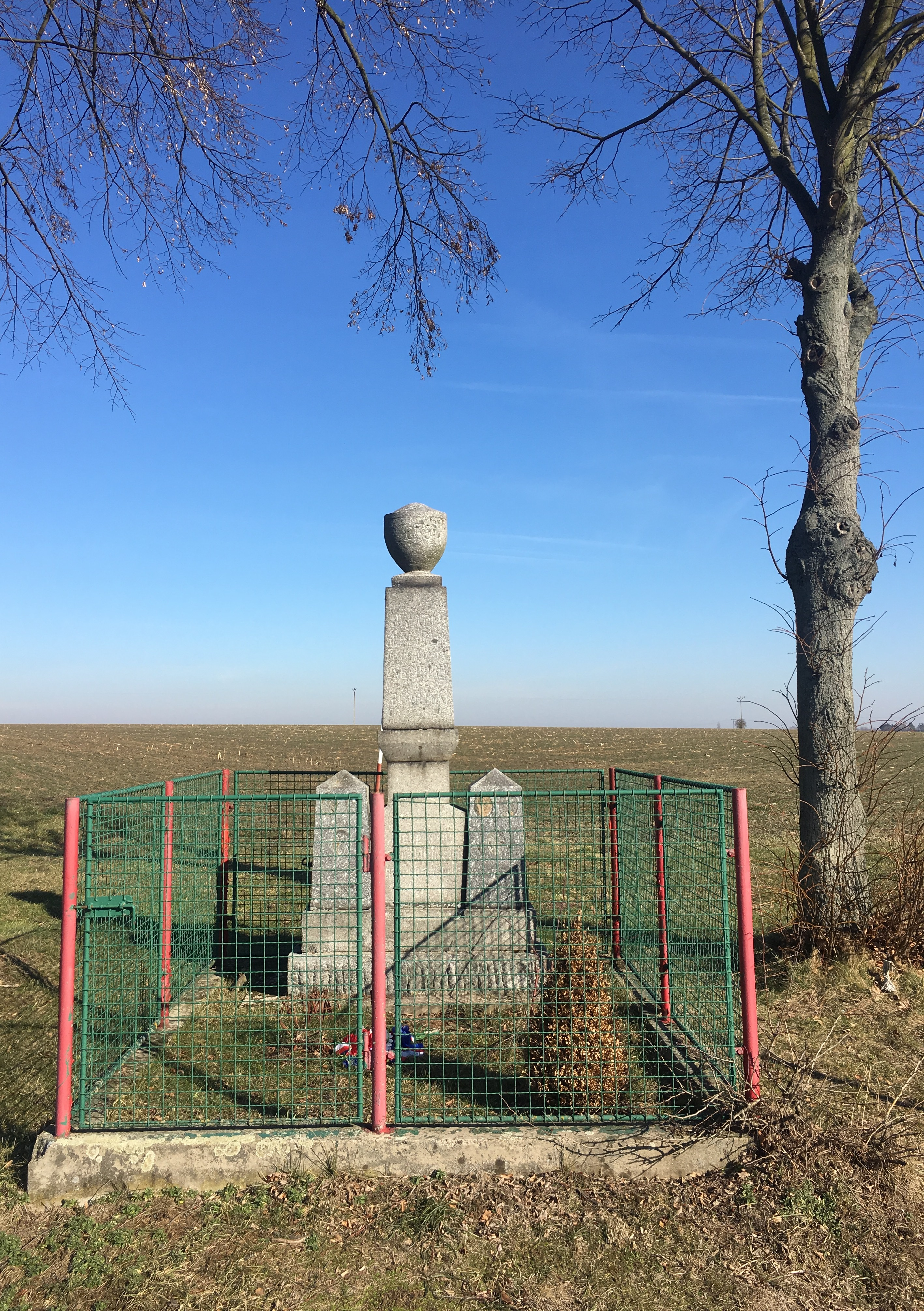
Pomník obětem 1. světové války v Nechybě

V obci Úžice se dochovaly pomníky v Čekanově, Chrastné, Nechybě, Radvanicích a v Úžici samotné. Z pomníku v Nechybě se zachovaly jen jeho kamenné části. V prostřední části zakončené kalichem se pravděpodobně nacházel nějaký znak, v soklu pak dedikace. Po stranách hlavního těla jsou dva jehlance, ve kterých byly vsazeny porcelánové podobenky a pravděpodobně vyryta i jména. Veškeré písmo je zcela nečitelné.

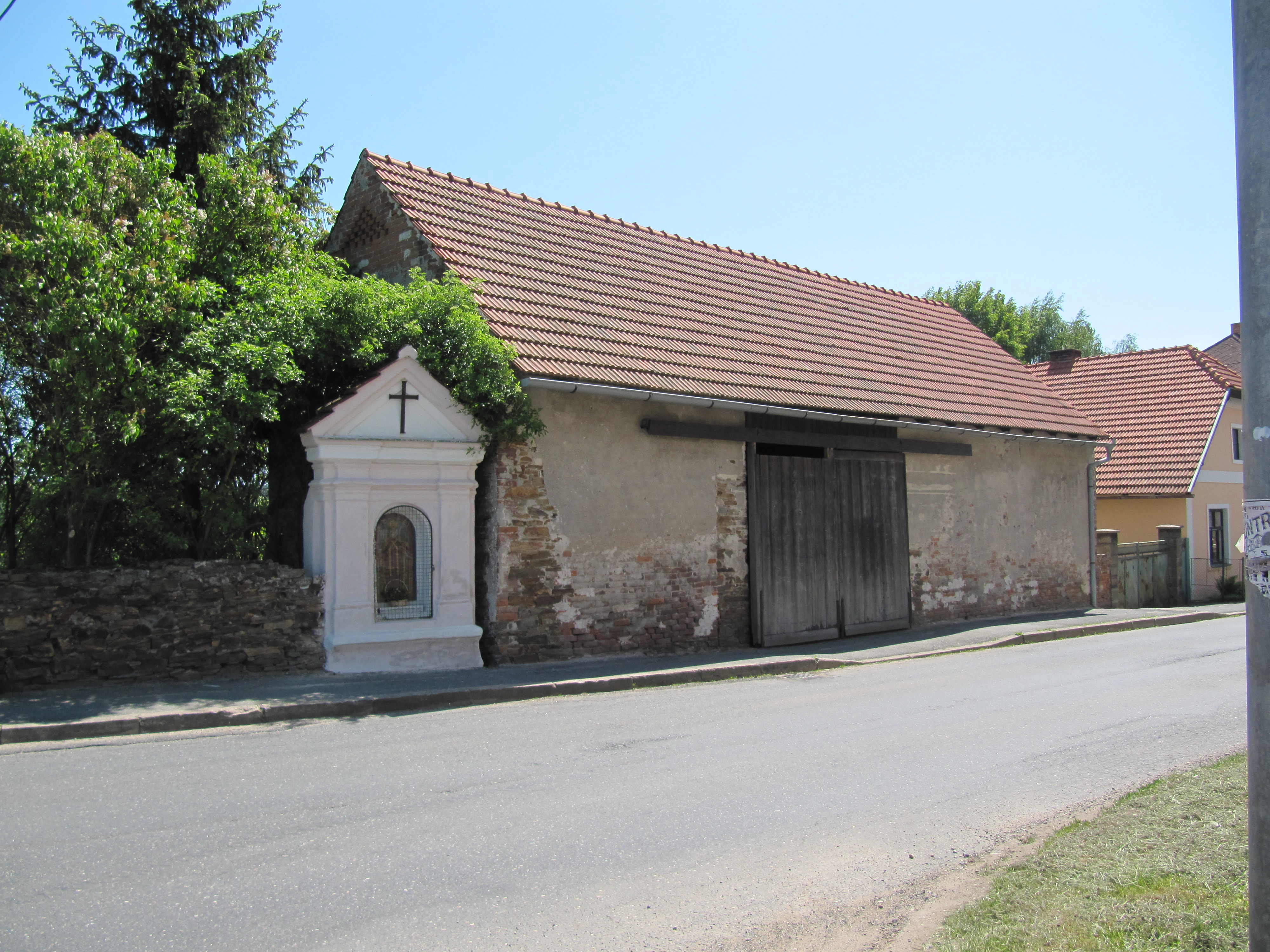
Kaple sv. Prokopa, Nechyba
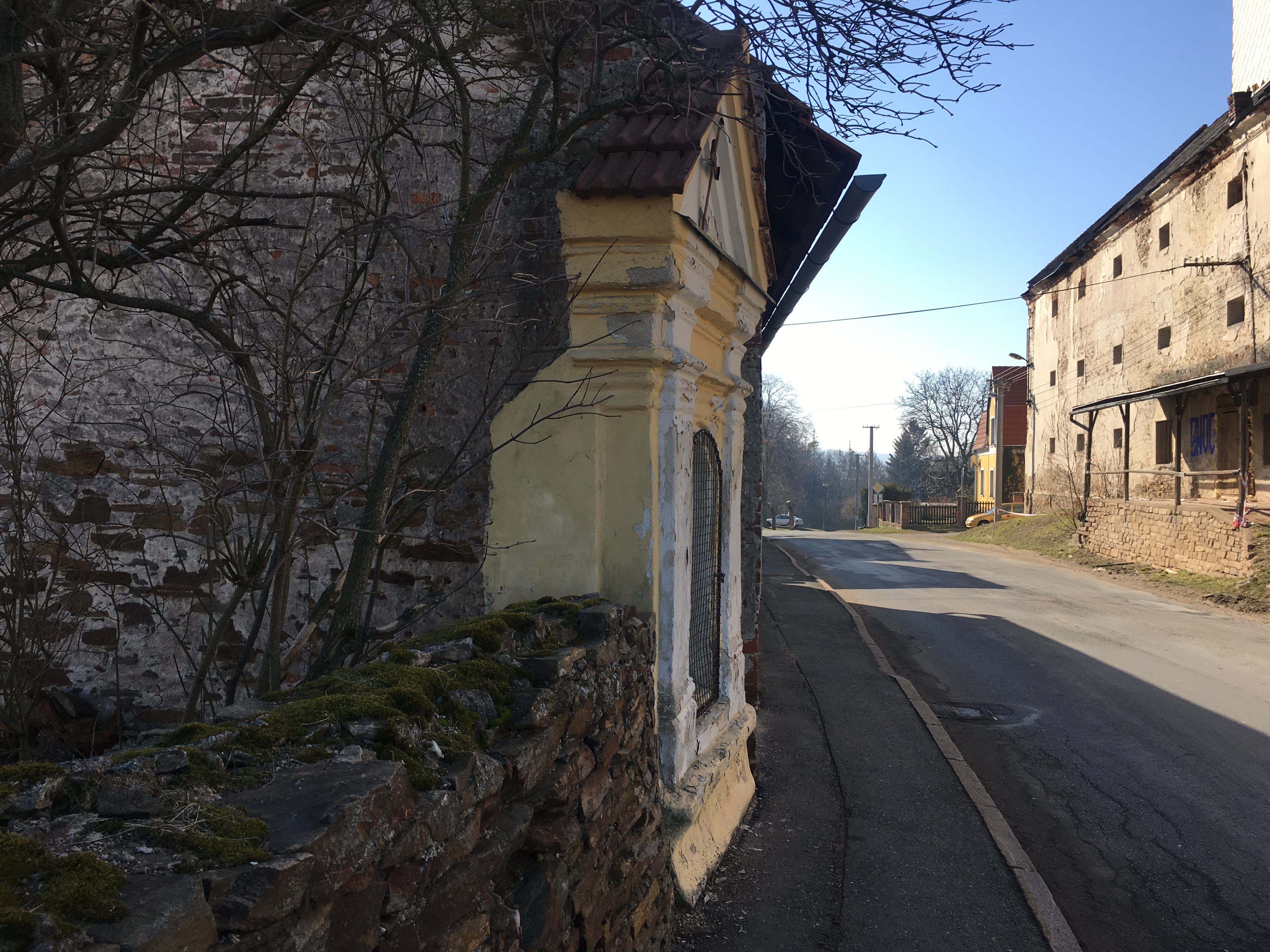
Kaple sv. Prokopa, Nechyba
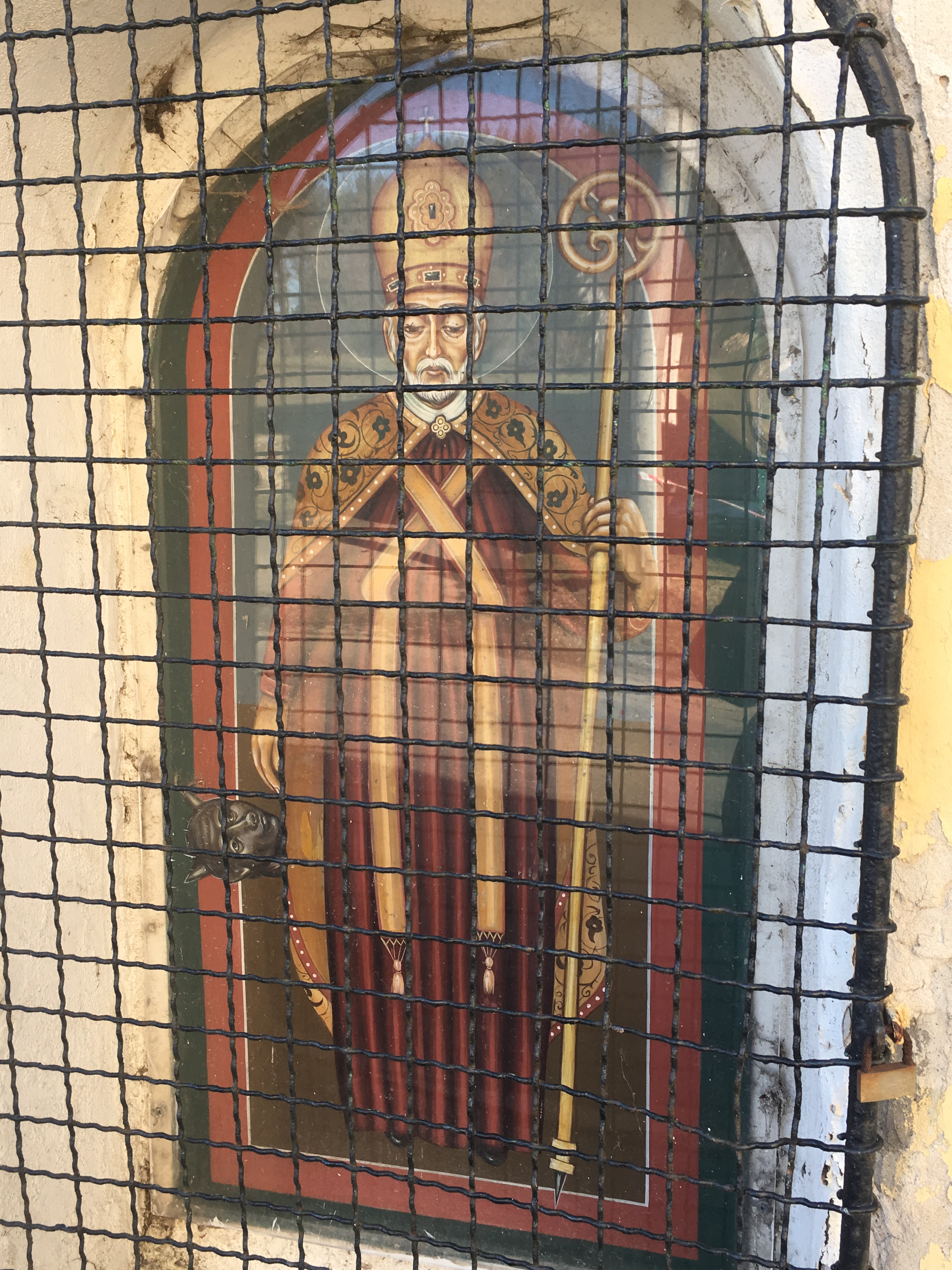
Sv. Prokop, kaple sv. Prokopa, Nechyba
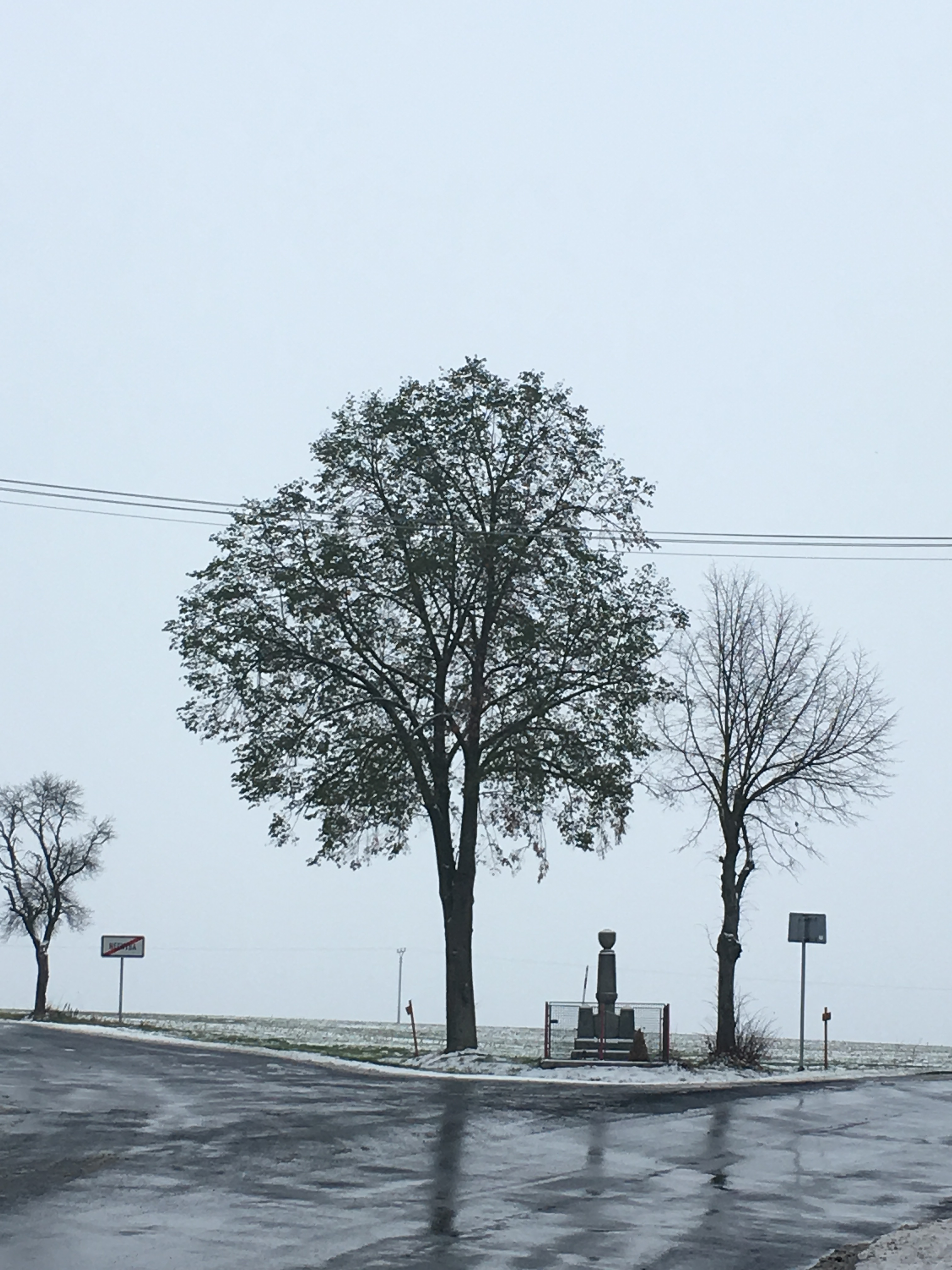
Pomník padlým, Nechyba

## Hospodářství a infrastruktura

### Průmysl

#### Sklářství
V 18. století v obci Nechyba fungovala sklářská huť. Nejstarší zpráva o sklářství v Posázaví pochází od Mnicha sázavského v Kosmově kronice, podle kterého v polovině 12. století byl zvolen opatem Sázavského kláštera Reginhard Métský, zakladatel kláštera v Želivě, který ovládal, kromě malířství a sochařství, také kovářské práce a dokonce pracoval i se sklem. Z této poznámky však není patrné, jestli se sklo v Sázavě také vyrábělo. Zcela jistě však v roce 1709 byla v Nechybě z popudu kláštera založena sklářská huť, která ale zanikla hned o deset let později. Sázavský opat Václav Košín dal totiž k založení sklárny souhlas bez schválení konventem, což mezi opatem a konventem způsobilo spory. Když pak musel Václav Košín dočasně před konventem kapitulovat, byl ochromen i provoz sklárny. A tak zdejší skelmistr Absolon Gattermayer založil roku 1715 huť u Ostašova na ratajském panství.
Do poloviny 18. století vznikaly v okolí Sázavy sklárny v nedalekém Ostředku, Choraticích a Poříčku. Zanikly za krize, která se projevila za válek o rakouské dědictví za Marie Terezie. Nové období sklářského rozmachu zahájil až v roce 1837 František Kavalír, který si postavil huť v sázavském údolí u mlýna Na Kácku. Stalo se tak po neúrodných letech 1833–1835. V Mlýně Na Kácku, Kočka nebo V lukách, jak se mu také říkávalo, mleli od nepaměti hospodáři z Bělokozel, Benátek a Nechyby. V Pamětech popisuje huť Antonie Adlerová Kavalírová, žena Františka Kavalíra, jako „mlejn pod vískou Nechybou, na levém břehu Sázavy, zvaný Kácek či Na Kácku.“ František Kavalír si vyžádal dne 28. října 1838 církevního posvěcení svému závodu. Značnou částkou rovněž přispěl k výstavbě nového dřevěného mostu u Sázavy a obnově obrazu hlavního oltáře v kostele sv. Prokopa – Nanebevzetí Panny Marie od Jana Petra Molitora z roku 1755, kterou roku 1838 provedl pražský malíř František Procházka.

### Zemědělství
Roku 1957 bylo v obci založeno JZD Radvanice. Roku 1973 se JZD Radvanice sloučilo s JZD Úžice, které se následně v roce 1976 spojilo s JZD Staňkovice a hospodařilo na celku větším než 200 ha. Dnes v Nechybě stojí objekt ZAS Úžice (zemědělská akciová společnost), ve které se soustředí živočišná výroba a pila. ZAS Úžice vznikla roku 1998 a hospodaří asi z 1890 ha zemědělské půdy mezi Uhlířskými Janovicemi a Sázavou. Od roku 1992 funguje v Úžici Myslivecké sdružení Úžice-Nechyba, roku 2015 se ze sdružení stal Myslivecký spolek Úžice Nechyba, z.s. se sídlem v Úžici.

### Doprava
V Nechybě se nachází autobusová zastávka Úžice, Nechyba. Vesnicí prochází silnice II/335. Nejbližší železniční stanice je Sázava na železniční trati Čerčany – Světlá nad Sázavou.

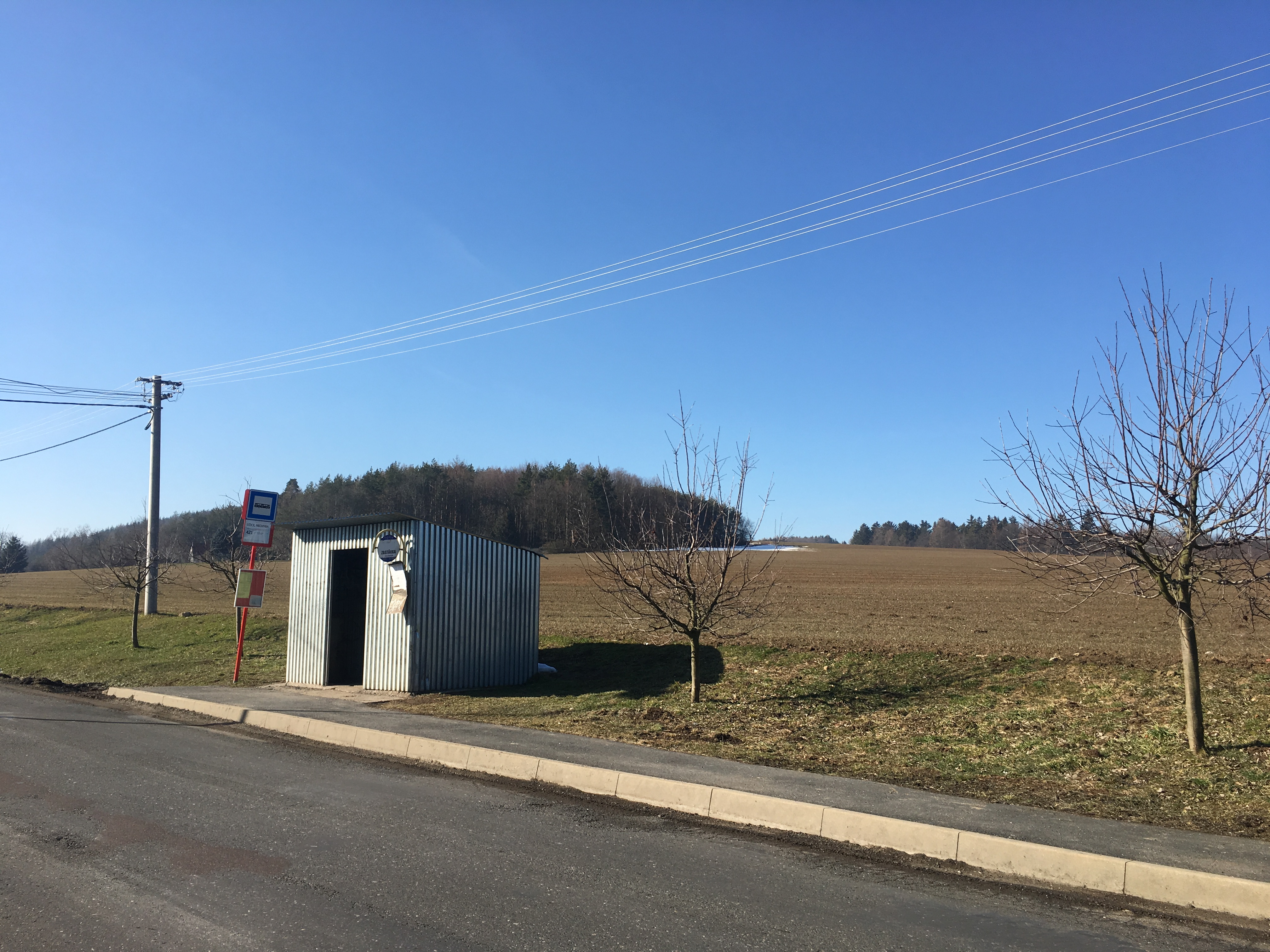
Autobusová zastávka Úžice, Nechyba
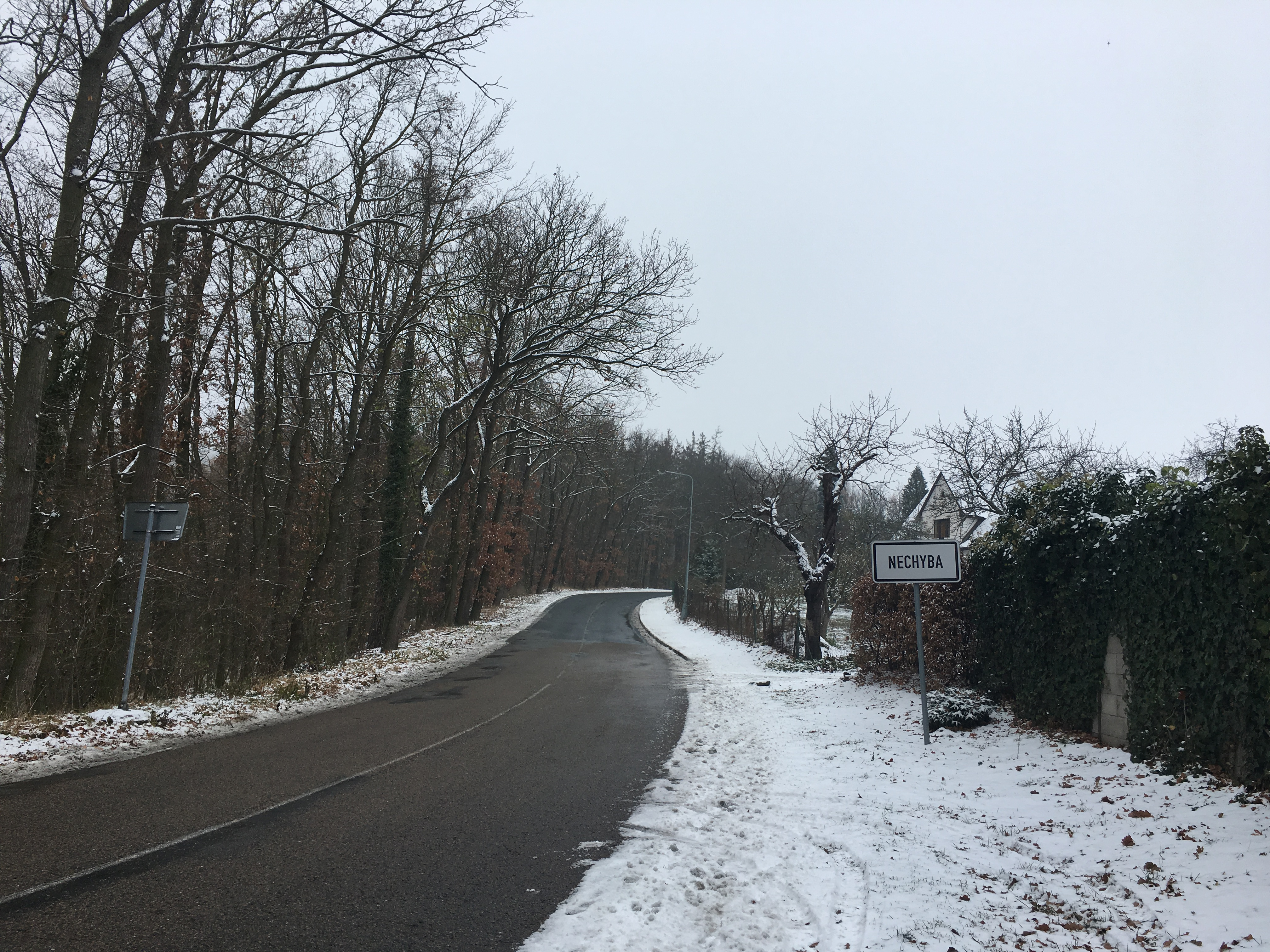
Příjezd do Nechyby od Sázavy
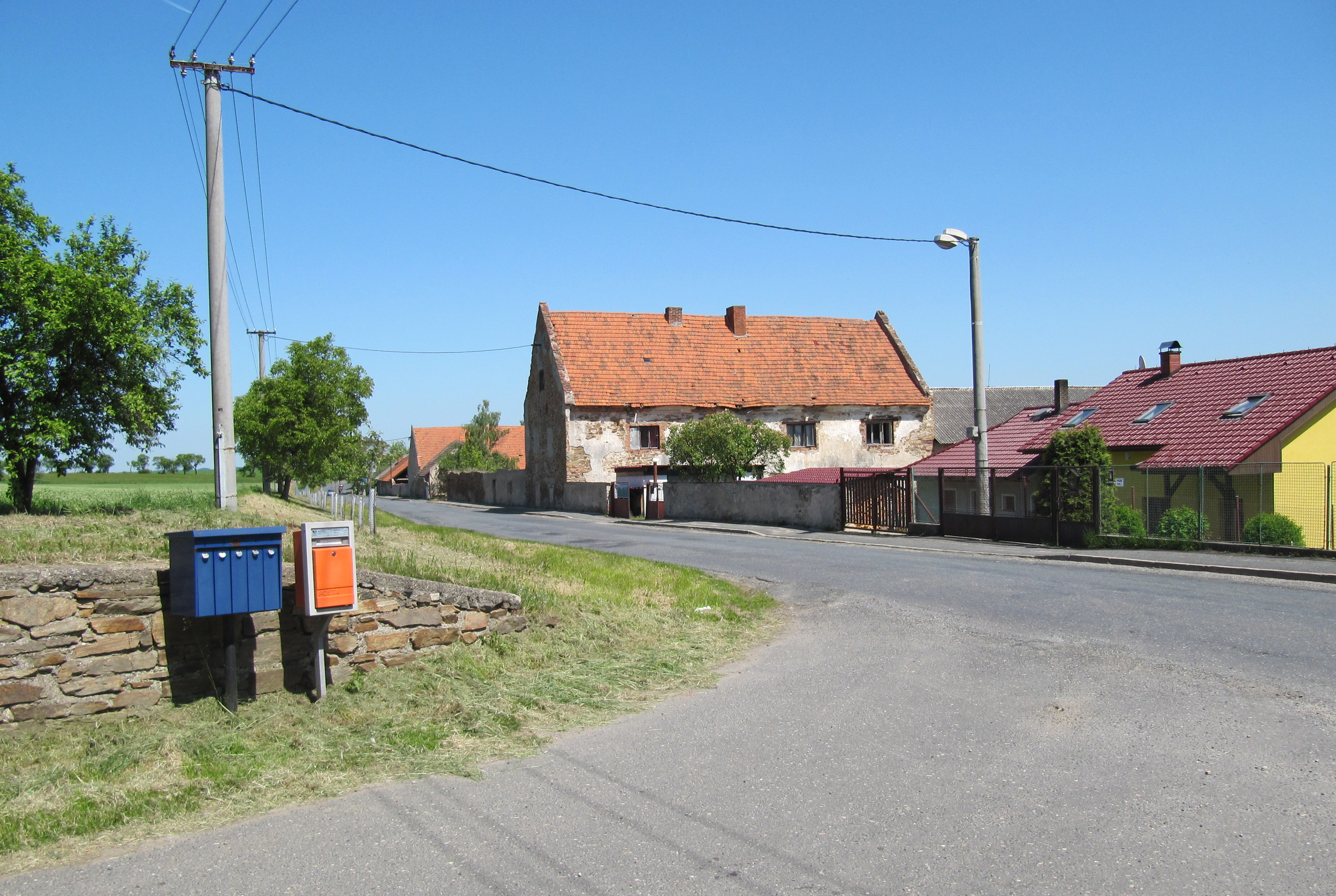
Nechyba, křižovatka